# Жолаев, Рахмет Жангазиевич
Рахме́т Жангазиевич Жола́ев (каз. Рахмет Жанғазыұлы Жолаев; 7 ноября 1910, Шалкарский район, Тургайская область, Российская империя (ныне Актюбинская область, Казахстан) — 6 января 1979, Алматы, КазССР, СССР) — советский учёный, доктор технических наук (1962), профессор (1964), член-корреспондент АН Казахстана (1962), заслуженный гидротехник Казахской ССР (1961).

## Биография
В 1935 году окончил Ташкентский институт ирригации и механизации сельского хозяйства.
Занимался научной и педагогической деятельностью в Среднеазиатском институте планирования и Среднеазиатском институте механизации сельского хозяйства, вузах Алматы и Шымкента (1932—1945).
В 1945—1962 годах — заведующий лабораторией, заместитель директора Энергетического института; в 1962—1973 годах ректор Жамбылского гидромелиоративно-строительного института; в 1973—1979 годах — научный советник в Казахском государственном проектно-исследовательском институте водного хозяйства (Казгипроводхоз).
Скончался 6 января 1979 года, похоронен на Кенсайском кладбище.

## Научная деятельность
Научные труды посвящены проблемам гидротехнического строительства и водного хозяйства, строительству эффективных водозаборных сооружений на горных реках Казахстана, Кыргызстана и Туркменистана.
Некоторые работы:
- Методика учета гидроэнергетических ресурсов оросительно-речных систем. — А., 1950.
- Улучшенный тип водозабора с донной решетчатой галереей. — А., 1961 (соавт.).
- Автоматизация водораспределения на рисовой оросительной системе. — Жамбыл, 1978.

## Признание и награды
Решением Таразского городского маслихата Жамбылской области от 23 декабря 2010 года № 36-17 и Постановлением акимата города Тараз от 23 декабря 2010 года № 1089 одна из новых улиц города Тараз была названа в честь Жолаева.